# Det är högtid igen
Det är högtid igen är en psalm och julsång med tre 6-radiga verser. I Sånger af Nanny uppges ingen författare eller melodi av utgivaren Charlotte Lindholm. I Hemlandssånger 1891 är meterklassen är 27 och författaren anges inte närmare där än att källan är "ur Hemåt". Där sägs också att två melodier finns för texten. Dels en a-melodi ur Pilgrimsharpan och dels en b-melodi ur Hemåt. I Svensk söndagsskolsångbok 1929 uppges meterklassen vara 65 och melodin tonsatt av H. Beijer.

## Publicerad i
- Sånger af Nanny 1872 som nr 55 under rubriken "4. Andeliga Skolsånger" med titeln Julsång.
- Hemlandssånger 1891 som nr 29 under rubriken "Högtiderna".
- Svensk söndagsskolsångbok 1908 som nr 25 under rubriken Julsånger.
- Svensk söndagsskolsångbok 1929 som nr 46 under rubriken "Advents- och julsånger"